# Ecomuseo Valle Elvo e Serra
L'Ecomuseo Valle Elvo e Serra si trova in provincia di Biella nel Piemonte e fa parte dell'Ecomuseo del Biellese.

## Temi e Luoghi
1. Civiltà montanara Bagneri Muzzano 
2. Emigrazione Donato 
3. Lavorazione del ferro presso le Officine di Netro e la Fucina Morino di Mongrando 
4. Paesaggio agricolo Zimone 
5. Personaggi Occhieppo Superiore 
6. Religiosità popolare Sacro Monte di Graglia 
7. Resistenza Sala Biellese 
8. Ricerca dell'oro a Vermogno di Zubiena, presso il Museo dell'Oro e della Bessa 
9. Tradizione costruttiva Trappa di Sordevolo
10. Arte Organaria - San Clemente Occhieppo Inferiore

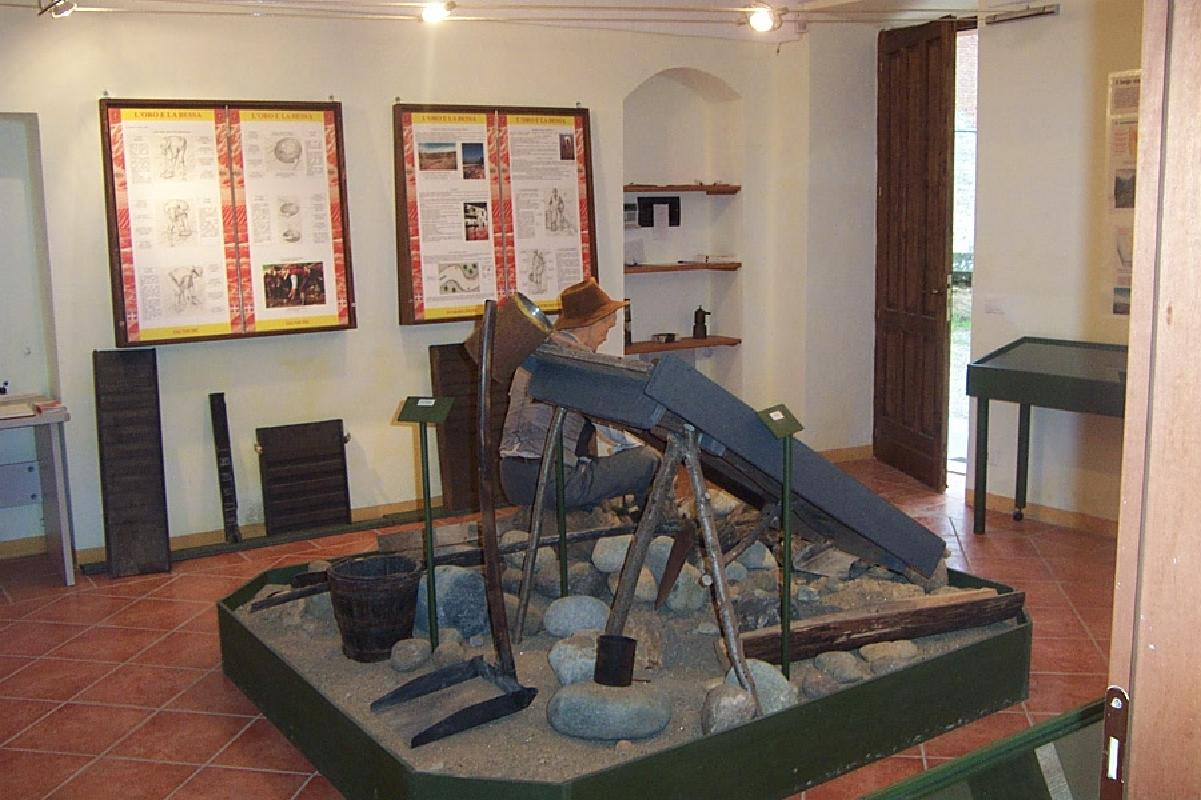
Interno museo, Sala delle Tecniche
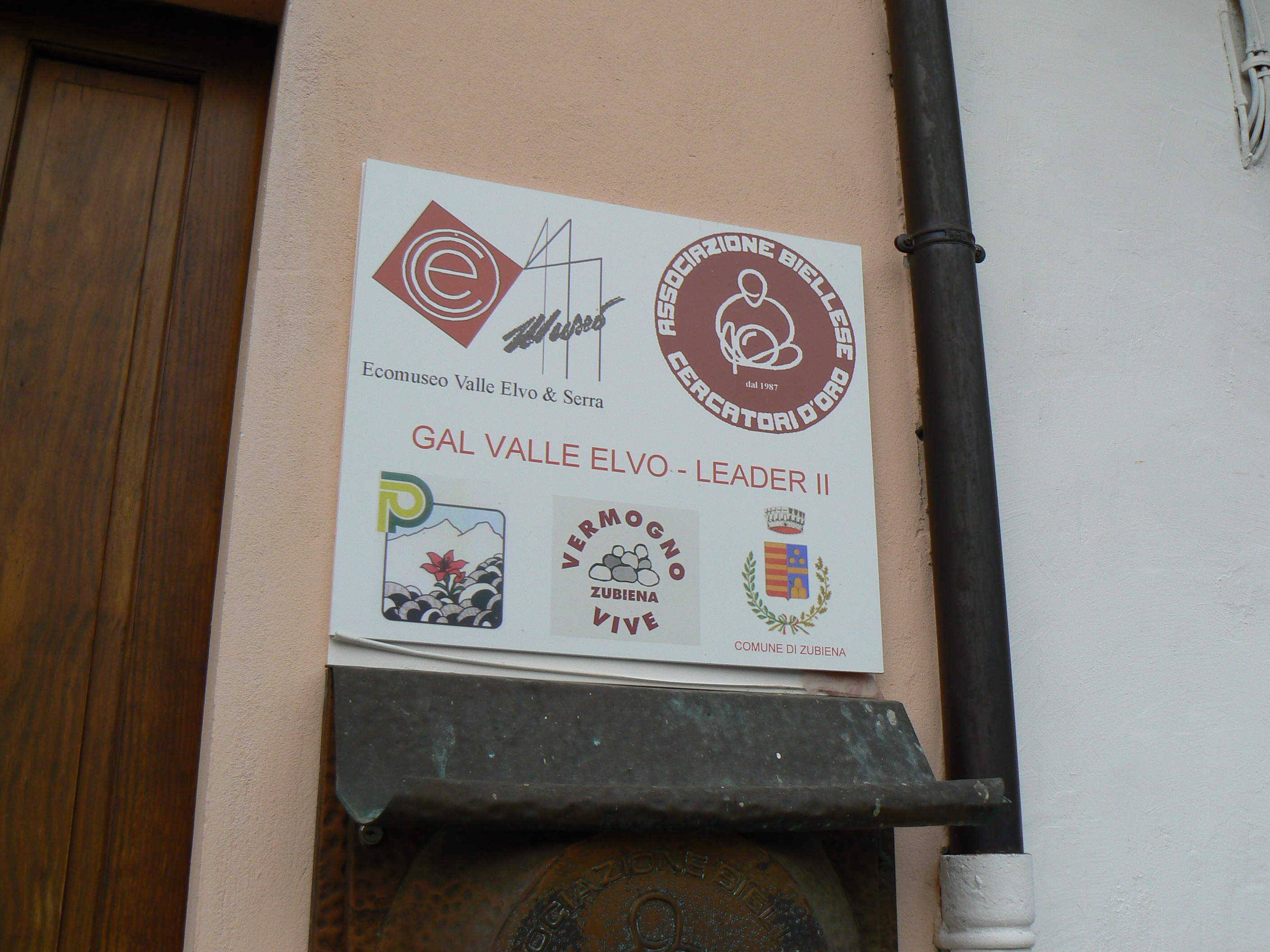
Cartello all'ingresso del Museo dell'Oro e della Bessa